# Траби

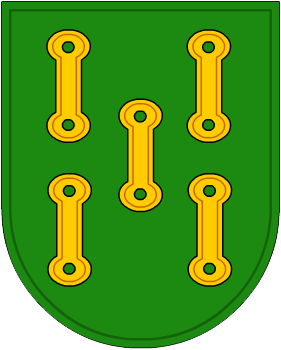
Герб Трабів.

Тра́би (гал. і ісп. Traba), або Тра́ви (порт. Trava) — галісійський шляхетний рід XI — XII століття. Брав активну участь у Реконкісті, державних справах королівства Леону та Португалії. Походить з місцевості Траба (Іспанія, північно-західна Галісія, провінція Ла-Корунья, муніципалітет Лаше). Господарі Трабського замку. Володарі земель на північ від річки Тамбре. Перша згадка — 1060 рік. Засновником роду вважається граф Фройла де Траба, син графа Вермудо (Бермудо), учасник Реконкісти. Його наступник Педро був одним із найвпливовіших галійсійських магантів, вихователем короля Альфонсо VII. Герб — 5 золотих пут на зеленому щиті. Також — Тра́бські, Тра́вські, Тра́бський дім (гал. і ісп. casa de Traba), Тра́вський дім (порт. casa de Trava).

## Представники
- A1. Фройла І (бл. 1045—1091) ∞ 1) Ельвіра де Фаро, донька лицаря Менедо де Фаро; 2) Лусія
  - B1. Гонсало (бл. 1040 —1108) єпископ Мондоньєдоський.
  - B2. Педро (бл. 1075/1086 — 1126/1128) галісійський граф; ∞ 1) Уррака, 2) Майор
    - C1. Фройла ІІ (? — ?) син Урраки
    - C2. Вермудо (бл. 1088—1168) син Урраки; ∞ 1) Тереза; 2) Адосінда; 3) Уррака Португальська
      - Педро ІІ (? — бл. 1147) син Терези
      - Енріке (? — бл. 1151) син Терези
      - Мор (? — бл. 1192) донька Терези; ∞ Гонсало Мендес де Тога (Gonçalo Mendes de Tougues)
      - Ілдуара (? — ?) донька Адосінди
      - Хімена (? — ?) донька Адосінди
      - Фернандо (? — 1161) син Урраки
      - Уррака І (? — ?) донька Урраки
      - Суеро (? — 1169) син Урраки
      - Тереза (? — 1219) донька Урраки; ∞ Фернандо Аріас
      - Санча (? — 1208) донька Урраки; ∞ Соейро Вієгас де Ріба
      - Уррака ІІ (? — 1208) донька Урраки; ∞ Педро Белтран

    - C3. Фернандо (бл. 1100—1155) галісійський граф; ∞ 1) Санча; 2) Тереза Леонська.
      - Марія (? — ?) донька Санчі
      - Гонсало (? — 1160) син Санчі; ∞ Беренгела
      - Уррака (? — ?) донька Санчі; ∞ Хуан
      - Санча (? — ?) донька Терези; ∞ Алваро де Саррія
      - Тереза (? — 1180) донька Терези; ∞ Нуно де Лара

    - C4. Лупа (? — ?) донька Урраки
    - C5. Хімена (? — ?) донька Урраки
    - C6. Ельвіра (? — ?) донька Майор; ∞ Гомес Нуньєс
    - C7. Естефанія (? — ?) донька Майор
    - C8. Ілдуара (? — ?) донька Майор; ∞ 1) Аріас Перес, 2) Афонсу Егаш
    - C9. Санча (? — ?) донька Майор
    - C10. Тода (? — ?) донька Майор; ∞ Гутьєр Бермудес
    - C11. Уррака (? — ?) донька Майор
    - C12. Родріго (1111—1158/1165) син Майор
    - C13. Гарсія (? — ?) ∞ Ельвіра, позашлюбна донька королеви Урраки
    - C14. Мартін (? — ?) син Майор
    - C15. Санчо (? — ?) син Майор
    - C16. Веласко (? — ?) син Майор

  - B3. Родріго (? — 1093) син Ельвіри
  - B4. Вісклавара (? — ?) донька Ельвіри
  - B5. Ельвіра (? — ?) донька Ельвіри
  - B6. Мунія (? — ?) донька Лусії
  - B7. Ермесінда (? — ?) донька Лусії

## Галерея

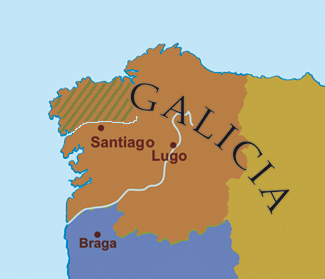
Володіння дому Трабів в Галісії (заштриховано).
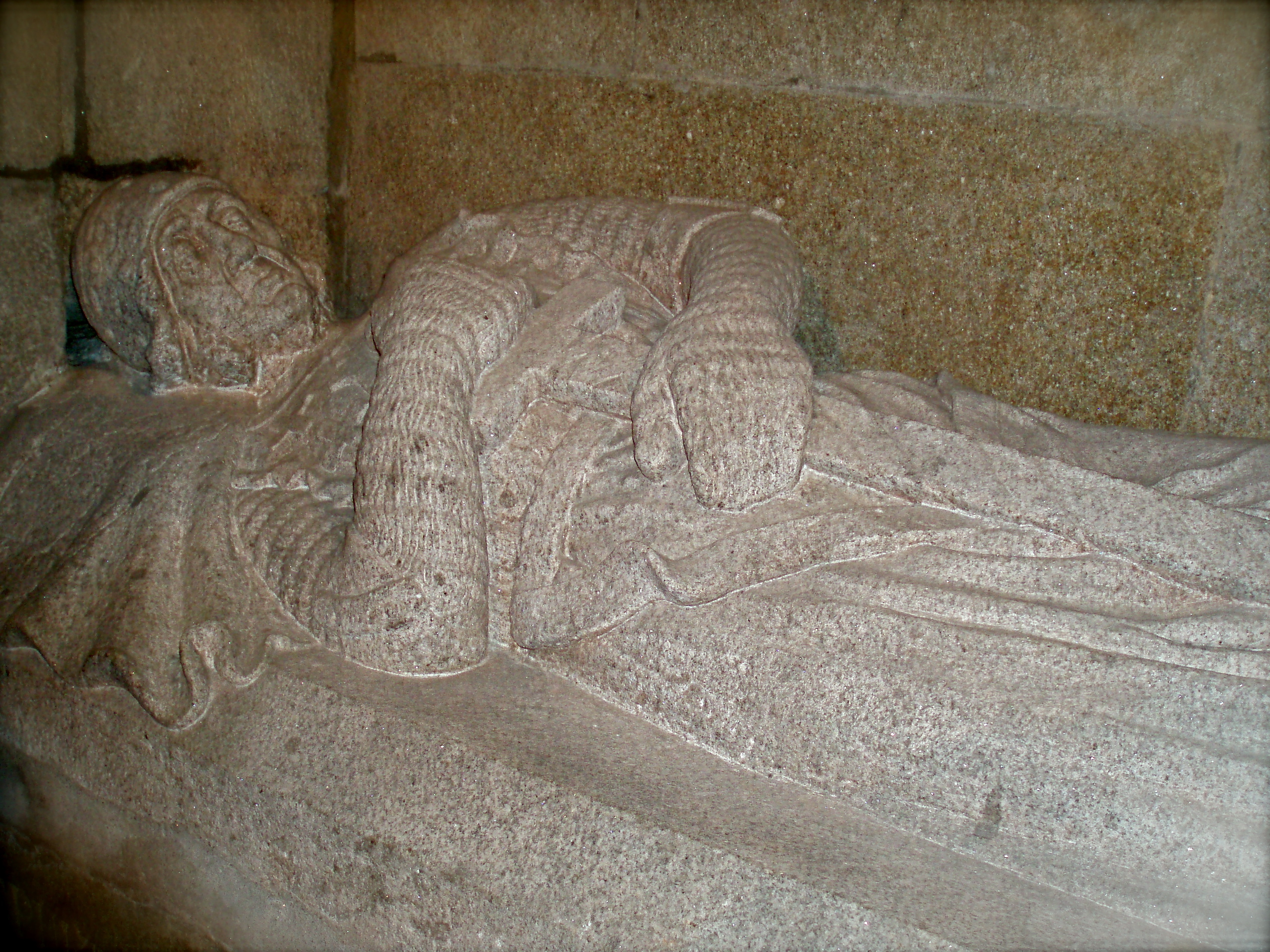
Педро де Траба
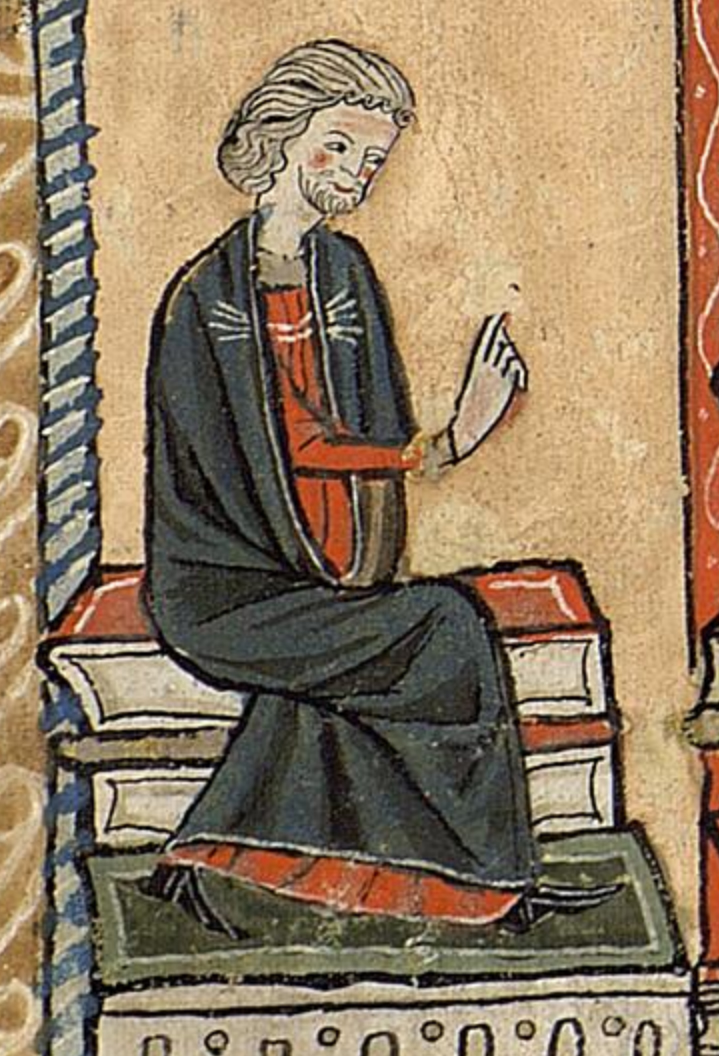
Вермудо (Бермудо) де Траба